# Demonax diversofasciatus
Demonax diversofasciatus là một loài bọ cánh cứng trong họ Cerambycidae.